# Thijs van Dam
Thijs Johannes Reinier van Dam (Delft, 5 de janeiro de 1997) é um jogador de hóquei sobre a grama neerlandês.

## Carreira
Nascido em Delft, van Dam começou a jogar no Ring Pass Delft. Depois dos sub-14, mudou-se para Roterdã, onde ainda joga na equipe principal.
A primeira partida internacional de Van Dam foi pela seleção holandesa de hóquei indoor no EuroHockey Indoor Championship de 2016, onde terminou em sétimo. Em novembro de 2016, van Dam foi selecionado para a Copa do Mundo Júnior de 2016, onde a equipe terminou em sétimo. Ele fez sua estreia pela seleção principal em uma partida de teste na Cidade do Cabo, África do Sul. Ele não foi selecionado para o EuroHockey Championship de 2017, então jogou no EuroHockey Junior Championship de 2017. Ele fez parte da equipe holandesa que ganhou a medalha de prata na Copa do Mundo de 2018. Devido a uma operação no quadril, ele teve que perder a Pro League de 2019.
Nos Jogos Olímpicos de Verão de 2024, em Paris, conquistou a medalha de ouro no torneio masculino do hóquei sobre a grama, após vencer na final confronto contra a equipe alemã por pênaltis.